# Танези (Терамо)
Танези (итал. Tanesi) је насеље у Италији у округу Терамо, региону Абруцо.
Према процени из 2011. у насељу је живело 94 становника. Насеље се налази на надморској висини од 195 м.